# Cataulacus horridus
Cataulacus horridus é uma espécie de formiga do gênero Cataulacus, pertencente à subfamília Myrmicinae.